# فرایر پوینت (میسیسیپی)
فرایر پوینت (به انگلیسی: Friars Point) شهرکی در ایالت میسیسیپی کشور ایالات متحده آمریکا است که جمعیت آن در سرشماری سال ۲۰۱۰ میلادی، ۱٬۲۰۰
نفر بوده‌است.